# Tricofilia

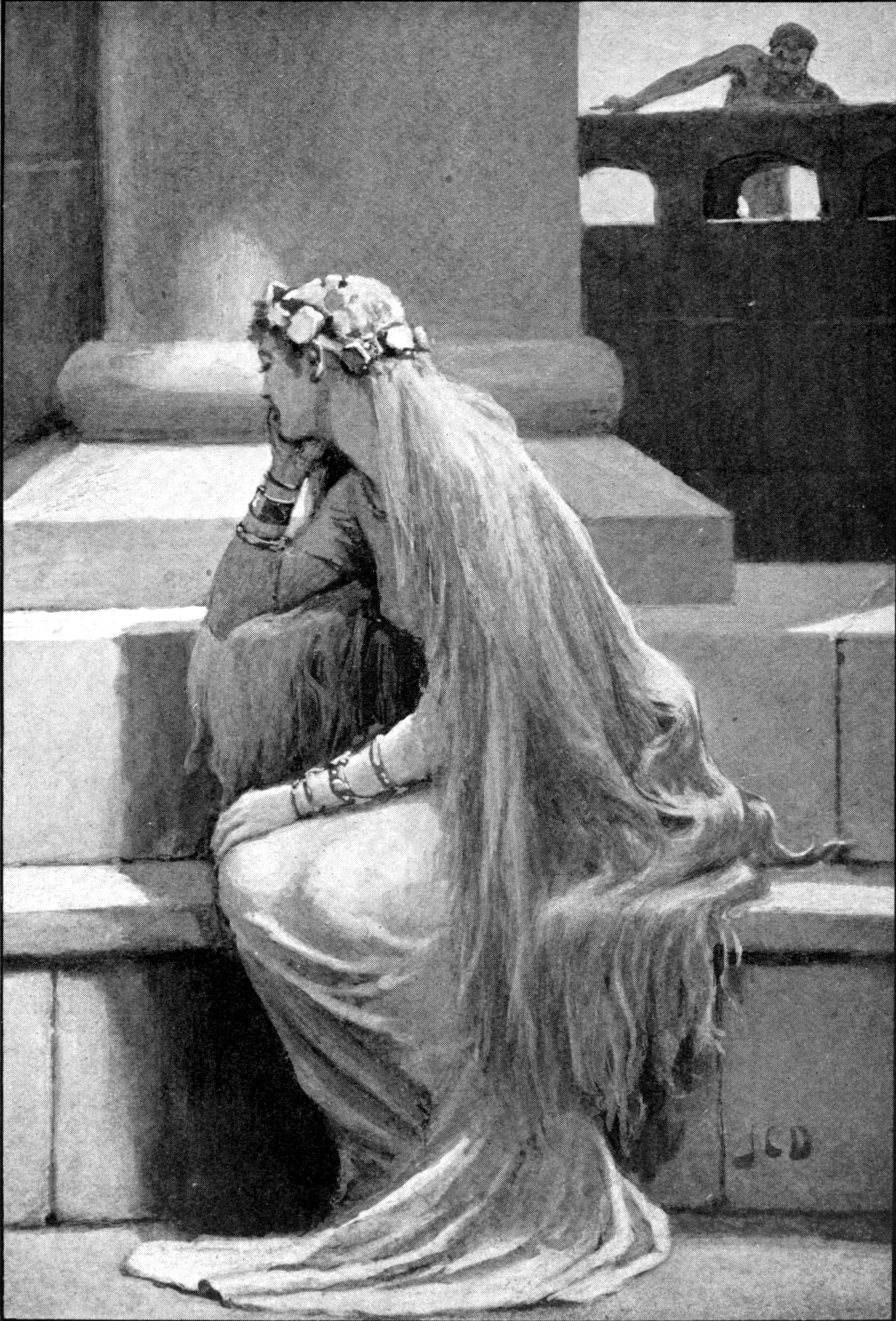
Sif por John Charles Dollman.

La tricofilia o fetichismo del cabello es una parafilia en la que la excitación sexual es alcanzada por la interacción con el cabello humano, especialmente el de la cabeza. Las manifestaciones pueden ir desde besar la cabeza de una persona a la excitación por observar el cabello o cómo este es acicalado.

## Etimología
La palabra tricofilia proviene del griego «trica-» (τρίχα), que significa «cabello» y del sufijo «-filia» (φιλία), que significa «amor». Suele llamarse específicamente a la excitación por el cabello largo como «síndrome de Rapunzel», por su relación con el cuento Rapunzel.

## Historia
El fetichismo por el cabello humano ha existido desde tiempos antiguos. En la mitología nórdica se hace mención de este fetichismo en el relato de Sif, esposa de Thor y diosa de la fertilidad, admirada por poseer una hermosa cabellera hecha de oro puro. También se hace mención del fetichismo del cabello y su corte en el relato bíblico de Sansón, un juez y guerrero a quien Dios dotó de fuerza sobrenatural y cuyo poder residía en su cabello. Cuando éste fue cortado por primera vez, provocó que perdiera su don divino de fuerza sobrenatural. Históricamente se ha visto el cabello como un símbolo de belleza, vanidad y erotismo. En sociedades religiosas como el cristianismo se acostumbraba la tonsura para marcar la pureza del cuerpo, privando al sujeto de su cabello.
En el cuento de Rapunzel, escrito por los hermanos Grimm y publicado en 1812, se hace una apología a la belleza del cabello con el relato de una joven de cabello rubio que es encerrada en lo alto de una torre, siendo la única manera de acceder a la torre el trepar por su largo cabello.

## Fetichismo del cabello
La tricofilia puede presentarse con diferentes focos de excitación, siendo el más común, pero no el único, el pelo de la cabeza humana. La tricofilia también incluye el vello facial, vello pectoral, vello púbico, vello axilar y el pelaje animal. La excitación puede ser determinada por la textura, color, tipo de peinado y longitud que presente el cabello. Entre las variantes más comunes de esta parafilia se encuentran la excitación por el cabello largo y el corto, la excitación por el cabello rubio (blonde fetichism) y el cabello rojo (redhead fetichism) y la excitación por las diferentes texturas del cabello (lacio, rizado, ondulado, etc.). La tricofilia puede relacionarse con la excitación que es provocada por el depilar o arrancar cabello o vello del cuerpo.
El fetichismo del cabello proviene de la fascinación natural que tienen las especies sobre la admiración del pelaje, ya que su textura proporciona sensaciones placenteras. Un infante desarrolla este tipo de placer por sentir el cabello en sus primeros años de vida, manifestándose como una conducta agresiva que lo impulsará a jalar el cabello de las personas con las que interactúa. El cabello sigue siendo sexualmente atractivo aunque sea retirado de la persona a quien pertenece, ya que aun siendo una parte del cuerpo, no necesita de este para cumplir su función sexual en un tricofilo. La tricofilia es una parafilia prácticamente inofensiva.
El cabello tiene un valor muy importante en los cánones de la belleza de diferentes regiones del mundo, siendo el cabello saludable y el peinado los dos aspectos más importantes para su función de belleza y moda.

### Fetichismo del peinado
El peinado puede representar un papel importante en la excitación sexual de un individuo; el tipo de peinado y el ver como es acicalado o peinado constituyen las variaciones de la tricofilia. El fetichismo del peinado es denominado haircut fetichism. La tricofilia no es diferente en el fetichismo del peinado ya que la constante de este fetichismo sigue siendo la manipulación del cabello.
El costume play en su contexto sexual puede tener carácter tricofilo por presentar diferentes peinados que cumplen cierto tipo de fantasía sexual y que además complementan la caracterización. La tricofilia puede manifestarse también como la excitación surgida de la manipulación del vello, como el arrancar o depilar el vello para producir una fantasía sádica.